# Gumböle
Gumböle est un quartier de la ville d'Espoo en Finlande.

## Description
Gumböle compte 1 137 habitants (31.12.2016).